# Rák (heraldika)

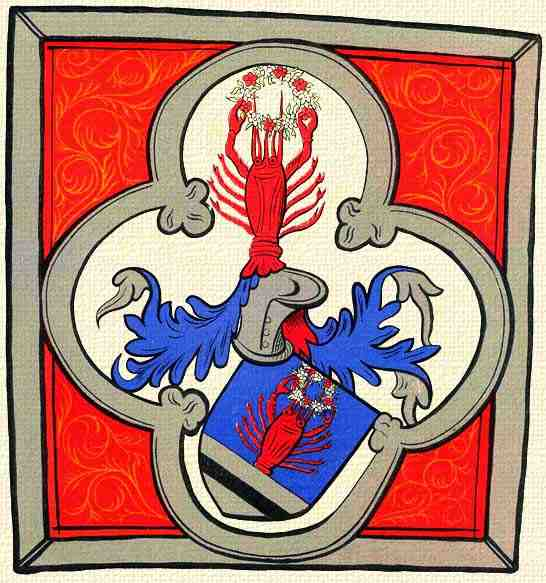
Rák a Szirmay család 1417-es címerében

Névváltozatok:
 rákhal (Oláh M. Hungaria, 76.),  bogár (Nagy Iván III. 190.)

de: Krebs, cs: rak

Rövidítések
A rák ritka címerkép. A középkorban a többi vízi állattal együtt a halak közé sorolták a heraldikában is, és böjti eledelként is fogyasztották. A címereken általában a folyami rák szerepel, gyakran beszélő címer funkcióban, mint például a Rakovszky család címerében. Ábrázolásmódja megegyezik a természetes rák alakjával, esetleg az ollói lehetnek nagyobbra méretezve. A rákollók néha önállóan is előfordulhatnak, mint pl. a Krewet család 13. századi névre utaló címerében. A rák általában vörös, de bármilyen más színben is előfordulhat. A tengerparti régiók címereiben a tarisznyarák és más tengeri rákok is megjelennek.       